# Ko Mulder
Jakoba Helena (Ko) Mulder (Breda, 2 maart 1900 - Amsterdam, 5 november 1988) was een Nederlandse architecte en stedenbouwkundige.

## Leven en werk

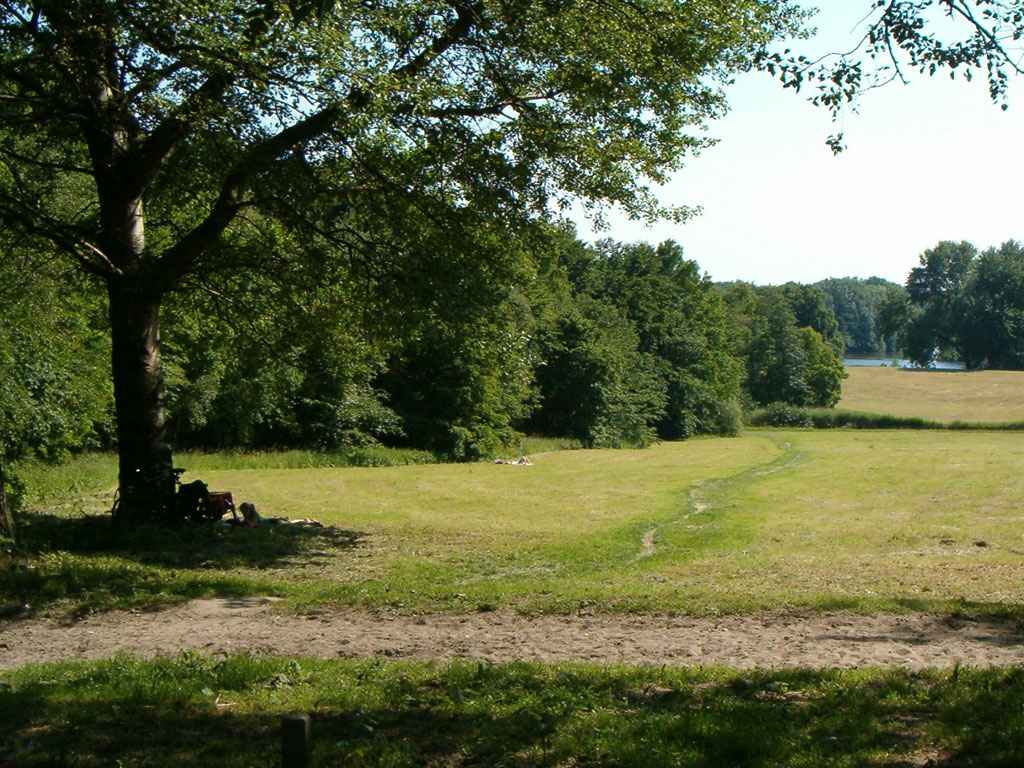
Amsterdamse Bos.

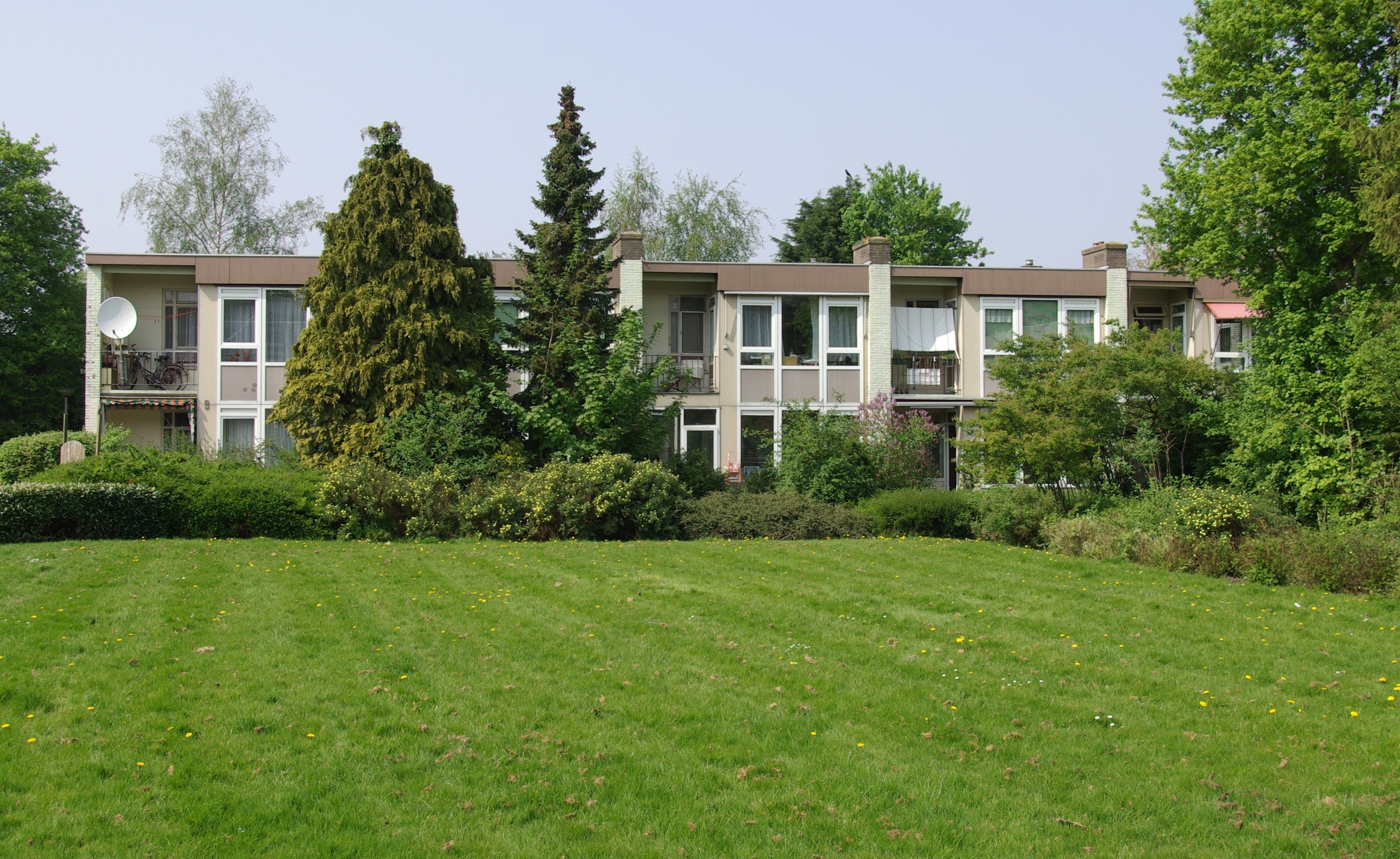
Tuindorp Frankendaal, 2011.

Mulder was een dochter van Hendrik Mulder (officier infanterie) en Sara Maria Boon. Ze bleef zelf ongehuwd. Ze was officier in de Orde van Oranje Nassau.
Mulder studeerde in 1926 af als bouwkundig ingenieur aan de Technische Hogeschool Delft, werkte vanaf 1930 bij de afdeling Stadsontwikkeling van de Dienst der Publieke Werken in Amsterdam. In 1958 volgde zij professor Cornelis van Eesteren op als hoofd van deze afdeling.
'Mejuffrouw Mulder' zoals ze wel werd genoemd, was een van de Amsterdamse stedenbouwers van het eerste uur. Deze bescheiden en vakbekwame vrouwelijke stedenbouwkundige stelde van 1930 tot 1972 haar leven in dienst van de gemeente Amsterdam.
Mulder is bij het grote publiek vooral bekend geworden als de 'juffrouw van het Bos’. In de jaren dertig ontwierp zij het Boschplan, het huidige Amsterdamse Bos. Zij maakte later ook ontwerpen voor het Beatrixpark en Recreatiegebied Spaarnwoude. 
In 1965 zei ze over het Amsterdamse Bos: „We werkten natuurlijk in een grote groep, met onder andere een boscommissie van mensen, die er bijzonder veel verstand van hadden. Het is overigens ontzettend meegevallen. Ik bedoel: in het begin dachten we, wanneer zullen we er iets van beleven? Maar het bos is enorm snel gegroeid. Het is nog wel geen echt bos, maar die indruk geeft het toch wel. Dat vind ik heel fijn."
Veel minder bekend zijn haar bijdragen aan het Algemeen Uitbreidingsplan (AUP). Jakoba Mulder was naast Cornelis van Eesteren een drijvende kracht achter dit plan. Onder haar leiding werden wijken als Slotermeer, Geuzenveld, Slotervaart, Overtoomse Veld en Osdorp vormgegeven.
Zo heeft zij een belangrijk stempel gedrukt op de verschijningsvorm van de verschillende uitbreidingsgebieden in Amsterdam. Zij bedacht bijvoorbeeld het concept hovenbouw, dat in 1949 voor het eerst werd toegepast in Tuindorp Frankendaal in de Watergraafsmeer: 2 L-vormige blokken tegenover elkaar met daartussen een groene hof als antwoord op de saaie strokenbouw. Later werd dit principe in de nieuwbouwwijken in de jaren vijftig en zestig op grote schaal toegepast. Mulder noemde als belangrijk voordeel dat in zo’n hof een beschut gelegen en vanuit de woning te controleren kinderspeelplaats voor de allerkleinsten kon worden aangelegd.
Jakoba Mulder was voorts betrokken bij inrichting van open ruimten in de stad, liefst voor speelruimte voor kinderen. Zij was een vurig pleitbezorgster van meer openbare kinderspeelplaatsen. De eerste speelplaats werd in 1947 gerealiseerd op het Bertelmanplein in Zuid, de inrichting werd ontworpen door architect Aldo van Eyck. Uiteindelijk zijn er in de jaren vijftig en zestig zo’n 700 speelplaatsen tot stand gekomen. Daarnaast ontwierp Mulder zelf waterspeelplaatsen, bijvoorbeeld in het Beatrixpark, aan de Gibraltarstraat en op het Bellamyplein. Die in het Beatrixpark in de vorm van een 8 werd in 1958-1960 geruimd om plaats te maken voor de Nieuwe RAI, maar opnieuw aangelegd naar ontwerp van Aldo van Eyck met dezelfde waterspuwer van Leo Braat.
Mulder was de inzender van een alternatief ontwerp voor de ontwikkeling van de Bijlmermeer. Ze wilde een afwisseling van hoogbouw, middelhoog en laagbouw. Ze voorzag, dat de moeders hun spelende kinderen niet meer vanuit het raam in het oog konden houden. Er werd niet naar haar geluisterd, haar ontwerp verdween in de onderste la.
Ze was oud-buitengewoon lector aan de Universiteit van Amsterdam.

## Eerbetonen
Amsterdam eert haar vijfvoudig:
- Ir. Jakoba Mulderplein, een plein dat naar haar genoemd is;
- Gedenkteken Ir. Jakoba Mulder, een kunstwerk op genoemd plein;
- Future past glory, een monument ter herinnering van haar werk, onthuld op 12 oktober 2018, in 'haar' Beatrixpark;[7]
- Jakoba Mulderhuis, een gebouw van de Hogeschool van Amsterdam dat naar haar genoemd is, te openen in april 2022.[8]
- Jakoba Mulderboom; een Amerikaanse tulpenboom geplant in 1955 in het Amsterdamse Bos (strikt genomen staat de boom in Amstelveen, maar Amsterdam voert het beheer).[9]

## Vrouwen van het UAP
In het voorjaar van 2024 (maart-juli met nog een verlenging) besteedde het Van Eesteren Museum aandacht aan  vier vrouwelijke architecten (en hun oeuvre) werkend voor de Dienst der Publieke Werken ter invulling van het Algemeen Uitbreidingsplan van Cor van Eesteren en Ko Mulder. Er werd aandacht besteed aan het werk van Ko Mulder zelf, maar ook aan werk van Manon Peyrot, Koos Pot-Keegstra en Anna van Hattum. 